# BMW R32
De BMW R 32 uit 1923 was de eerste motorfiets die officieel onder de naam "BMW" werd geproduceerd.

## Voorgeschiedenis
Al in 1921 en 1922 hadden de toenmalige Bayerische Flugzeugwerke motorfietsen gemaakt: de Flink, een 147 cc tweetakt en de Helios. Deze laatste had een 494cc zijklepboxermotor, die dwars in het frame was gemonteerd. Op zich was deze M2B15-motor, die spoedig de bijnaam "Bayernmotor" zou verwerven, een vooruitstrevende motor, waarvan het hele kleppenmechanisme inclusief de kleppen zelf al ingekapseld was. De dwarse plaatsing leverde echter koelproblemen op. De motor was ontwikkeld door Martin Stolle en werd o.a. ook door Victoria als inbouwmotor toegepast.

## R 32
| De zwarte lak met witte biezen van de R32 werd tot 1973 gebruikt, en nog in 2011 toegepast op de R 1200 R Classic |
| De asaandrijving van de R32 had nog een buitenliggend kroonwiel                                                   |

In 1923 kreeg Max Friz van Generaldirektor Franz Josef Popp de opdracht de Helios-motorfiets te verbeteren. Hij verwierp de "dwarse" inbouw van de motor en besloot deze 90° in het frame te draaien, waardoor hij langsgeplaatst werd en beide cilinders evenredige rijwindkoeling kregen. Het starre buisframe vormde een rechte verbinding tussen het balhoofd en de achteras. Aan de voorzijde was een schommelvoorvork met bladvering toegepast, de achterkant was niet geveerd. Door de toepassing van een aandrijfas ontstond een - zeker voor die tijd - zeer onderhoudsvriendelijke motorfiets. Ook was er al druksmering aan boord, waardoor de berijder niet steeds met een handpomp olie in de motor hoefde te pompen. De motor kreeg ook een nieuwe naam: M2B33. Men besloot dat dit de eerste motorfiets zou worden die de bedrijfsnaam waardig was. Die bedrijfsnaam "BMW" had aandeelhouder Camillo Castiglioni in 1922 meegenomen van de Rapp Motorenwerke GmbH, die sinds 1917 "BMW" hadden geheten.
Hiermee ontstond een motorconfiguratie (langsgeplaatste luchtgekoelde tweecilinderboxermotor met asaandrijving) die BMW tot op de dag van vandaag aanhoudt. Ook de zwarte kleur met witte biezen zou tot in de jaren tachtig als huisstijl van het merk toegepast worden.
De R 32 werd voorgesteld op de Salon Automobile in Parijs. De internationale pers was het erover eens dat de machine zijn tijd ver vooruit was. Franz Bieber won in 1924 met een standaard R 32 verschillende Duitse wegraces, waaronder de kampioensrace op het Schleizer Dreieck. Om de sportsuccessen vast te houden ontwikkelde BMW de R 37 met een kopklepmotor. De R 32 werd in 1926 opgevolgd door de R 42. Er waren toen 3.100 machines geproduceerd.